# Leandro Schunke
Leandro Schunke (San Vicente (Misiones), Argentina; 25 de noviembre de 1992) es un futbolista argentino. Su posición es delantero y su equipo actual es Deportes Tolima en donde se encuentra cedido, por 6 meses.

## Biografía
Inició su carrera futbolística en el Club Almagro de la ciudad de Buenos Aires donde realizó su formación juvenil en inferiores (5ta y 4ta división) y luego pega el salto al primer equipo al mando de Carlos Alberto Mayor donde luego de 6 meses no es tenido en cuenta por el mismo y queda en libertad de acción. Se muda a la ciudad de Lincoln para incorporarse al Club Rivadavia que milita el Torneo Federal A con Ricardo Kergaravat debuta oficialmente en la primera fecha del torneo contra Racing Athletic Club. Luego pasa al equipo de su provincia natal Club Deportivo Guaraní Antonio Franco donde posteriormente logran el ascenso a la Primera B Nacional de la mano de José María Bianco. Luego emigra al país cafetero (Colombia) para incorporarse al Deportes Tolima.
Es primo de los actuales futbolistas Jonatan Schunke de Club Estudiantes de La Plata y Richard Schunke de Deportivo Cuenca.

## Clubes
| Club                                  | País      | Año         |
| ------------------------------------- | --------- | ----------- |
| Club Almagro                          | Argentina | 2009 - 2012 |
| Club Rivadavia                        | Argentina | 2013        |
| Club Deportivo Guaraní Antonio Franco | Argentina | 2014 - 2015 |
| Deportes Tolima (Cedido)              | Colombia  | 2016        |